# Libochovice
Libochovice é uma cidade checa localizada na região de Ústí nad Labem, distrito de Litoměřice.